# ۲۰۳۶: سحرگاه نکسوس
۲۰۳۶: سحرگاه نکسوس (انگلیسی: 2036: Nexus Dawn) یک فیلم در ژانر علمی تخیلی به کارگردانی لوک اسکات است که در سال ۲۰۱۷ منتشر شد. از بازیگران آن می‌توان به جرد لتو و بندیکت وانگ اشاره کرد.